# Heiress Records
Heiress Records es una discográfica estadounidense fundada por la cantante y actriz Paris Hilton en 2004, para comenzar su carrera musical y gozar del crédito neto de ella. La firma está ligada a la famosa organización musical Warner Brothers Records.

## Antecedentes
Tras la inversión de US$ 20.000.000 para tener el permiso, contrato y propiedad de un sello discográfico, Hilton contrató a los productores Dr. Luke y Fernando Garibay para el comienzo de su álbum debut.
Al final, después de casi dos años de trabajo, se lanzó el exitoso Stars Are Blind y después el álbum Paris el cual dio un resultado de 300.000 copias vendidas en Estados Unidos y hasta ahora 6.000.000 mundialmente.

## 2008-2013: Actualidad
En 2008 París lanzó el sencillo Paris for President y desde 2012 comenzó a hacer variantes colaboraciones con artistas como Lil Wayne Y Manufactured Superstars, los cuales son parte del nuevo trabajo musical de Hilton en 2013.

## Artistas y producciones
| - Paris Hilton - Lil Wayne (En colaboración con Hilton) - Manufactured Superstars (En colaboración con Hilton) | - «Stars Are Blind» - «Paris» - «Turn It Up» - «Nothing in This World» - «Screwed» - «Paris for President» - «Last Night»(Con Lil Wayne) - «Drunk Text» (Con Manufactured Superstars) | - Paris Hilton - Dr. Luke - Fernando Garibay - Greg Wells - J.R. Rotem - Kara DioGuardi - Rob Cavallo - Scott Storch - Chris Applebaum - Scott Speer |